# Dar (album)
Dar – jedyny album solowy polskiego rapera Krisa. Wydawnictwo ukazało się 14 listopada 2008 roku nakładem wytwórni muzycznej My Music. Album zawiera 15 premierowych piosenek, a jego pierwszym promującym singlem został utwór „Barykady i granice” wykonywany z gościnnym udziałem Hansa i Deepa z zespołu Pięć Dwa Dębiec. Na płycie gościnnie pojawili się także Doniu oraz Orzech.

## Lista utworów
Opracowano na podstawie materiału źródłowego.
1. „Intro” (produkcja: Maciej Zarebski)
2. „Kula” (produkcja: Maciej Zarebski)
3. „Sygnał” (produkcja: Maciej Zarebski)
4. „Kris Canabis...” (produkcja: Yankes)
5. „Nigdy się nie zmienię” (produkcja: Maciej Zarebski)
6. „Doświadczenia” (produkcja: Spizol)
7. „To co kochamy” (produkcja: Doniu, gościnnie: Orzech)
8. „Zobaczymy się” (produkcja: DJ Zel)
9. „Wolę wyjść stąd” (produkcja: Doniu, gościnnie: Doniu)
10. „Nasze pokolenie” (produkcja: Yankes)
11. „Sam ze sobą” (produkcja: Doniu)
12. „Pytam się o sens” (produkcja: Spizol)
13. „Niebo się schyli” (produkcja: Doniu)
14. „Barykady i granice” (produkcja: Maciej Zarebski, gościnnie: Pięć Dwa Dębiec)
15. „Outro” (produkcja: Maciej Zarebski)